# Forum Steglitz
Das Forum Steglitz ist ein Einkaufszentrum im Berliner Ortsteil Steglitz, direkt an der Grenze zum Ortsteil Friedenau in der Schloßstraße. Seit einem Umbau von 2019 bis 2022 ist es ein gemischtes Geschäfts- und Bürohaus.

## Geschichte

Ehemaliges Logo, bis Anfang 2022

Bei seiner Eröffnung am 23. April 1970 war es eines der ersten Einkaufszentren in Deutschland nach dem Shop-in-Shop-System. Es entwickelte sich schnell zu einem Anziehungspunkt im Berliner Süden. Eine Besonderheit waren die beiden Fahrsteige in der Haupthalle, die vom Eingangsbereich ins erste Obergeschoss führten.
Dem Einkaufszentrum ist ein Parkhaus angeschlossen, das über die Born- bzw. Gutsmuthsstraße zu erreichen ist.
Auf dem Gelände des Forum Steglitz wurde bereits ab 1908 ein Wochenmarkt – der damalige Bornmarkt – abgehalten. Als 1968 die Planungen für das Forum Steglitz begannen, war eine der Vorgaben an den Bauherrn, diesen traditionellen Wochenmarkt in das Einkaufszentrum zu integrieren. Dies wurde umgesetzt durch eine Verkaufsfläche im hinteren Teil des Erdgeschosses, auf der kleine Parzellen für Verkaufsstände und fest eingebaute Kioske von Händlern gemietet werden konnten. Beim Umbau 2005 verschwand dieser Markt.

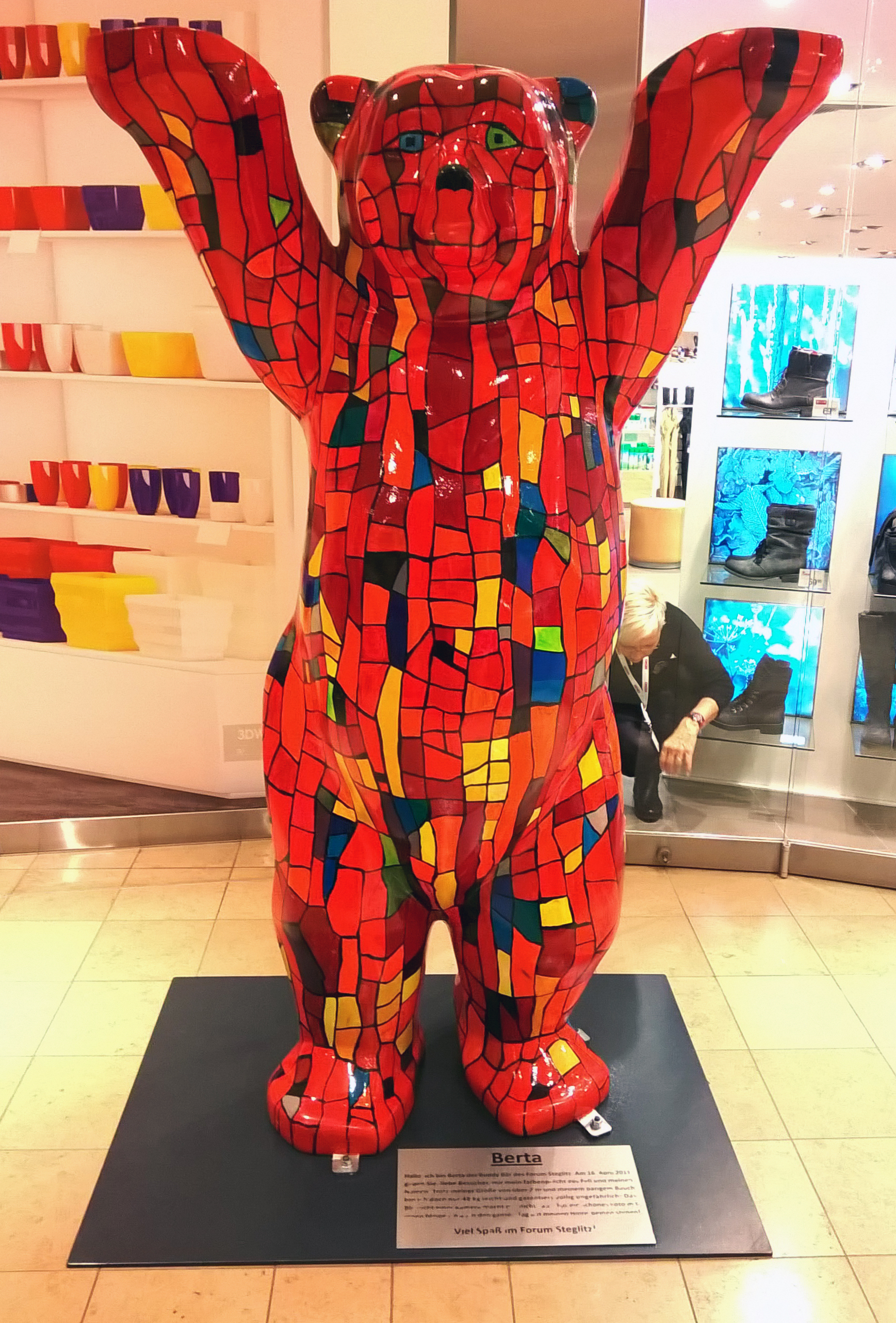
Buddy Bär im Forum Steglitz

Bis zur Aufhebung des Visumzwangs für Besuche von West-Berlinern in der DDR im Dezember 1989 befand sich im Obergeschoss ein Büro für Besuchs- und Reiseangelegenheiten. Hier konnten Visumanträge für Besuche im Ostteil Berlins bzw. der DDR eingereicht werden. Die Einrichtung war direkt dem Ministerium für Staatssicherheit der DDR unterstellt und die Angestellten kamen großenteils aus Ost-Berlin.
Von Mai 2005 bis zum 18. Mai 2007 wurde das Forum Steglitz umgebaut mit dem Ziel, es zu modernisieren und die Verkaufsfläche zu erweitern.
Im Jahr 2019 beherbergte es etwa 60 Geschäfte und gastronomische Betriebe mit einer gesamten Verkaufsfläche von rund 32.000 m². Ab Februar 2019 wurde das Forum Steglitz erneut umgebaut, um es als Mixed-Use Immobilie neu zu positionieren. Anfang 2022 wurden die Umbauarbeiten größtenteils abgeschlossen. Durch diesen Umbau ist es kein reines Einkaufszentrum mehr, da es neben Einzelhandelsgeschäften nun auch Büros verschiedener Unternehmen auf rund 11.200 m² auf zwei Etagen beherbergt. In der ersten Etage wurde 2022 ein Supermarkt auf rund 5.000 m² Fläche eröffnet, gefolgt von einem Baumarkt im Untergeschoss. Im Erdgeschoss befinden sich hauptsächlich Imbissstände und ein Drogeriemarkt, in der obersten Etage ein Fitnesscenter.

## Betreiber
Eigentümer des Forum Steglitz ist ein institutioneller Fonds. Assetmanager ist Real I.S. Betreiber des Forum Steglitz ist Unibail-Rodamco-Westfield.